# Tomu, kdo nás má rád
Tomu, kdo nás má rád je první studiové album Václava Neckáře se skupinou Bacily, ale jedná se o druhé řadové album po živé desce Doktor Dam Di Dam a Jeho Bacily.

## Seznam písní

### Původní vydání
1. Jedenkrát (Harry Belafonte / Zdeněk Rytíř) - 3:34
2. Kdo je kdo? (Otakar Petřina / Zdeněk Rytíř) - 3:27
3. Mořská panna (Jan Neckář / Zdeněk Rytíř) - 6:35
4. Pojď si s námi hrát (Otakar Petřina / Petr Formánek) - 5:21
5. Život (Zdeněk Rytíř) - 3:38
6. Dítě snů (Otakar Petřina / Zdeněk Rytíř) - 4:32
7. Každý den je autobus (Jiří Burian / Ondřej Suchý) - 3:19
8. Nejosamělejší z nejosamělejších (Jan Neckář / Zdeněk Rytíř) - 4:48
9. Tak co dál? (Petr Hapka / Zdeněk Rytíř) - 5:00
10. Tomu, kdo nás má rád (Otakar Petřina) - 4:36

## Složení
- Václav Neckář - zpěv
- Otakar Petřina - kytary, foukací harmoniky a zpěv
- Jan Neckář - violoncello, percussion, sopránsaxofon a zpěv
- Miki Bláha - baskytara, percussion a zpěv
- Jiří Jirásek - bicí, percussion a tympány
- Jaroslav Vraštil - klavír a varhany